# Transporte en la Unión Soviética
El transporte en la Unión de Repúblicas Socialistas Soviéticas (URSS) fue una parte importante de la economía de la nación. La centralización económica de los años 1920 y 1930 condujo al desarrollo de la infraestructura a gran escala y a un ritmo acelerado. Antes de la caída de la Unión Soviética en 1991, había una gran variedad de modos de transporte por tierra, agua y aire. Sin embargo, debido a las políticas del gobierno antes, durante y después de la era de estancamiento, las inversiones en transporte fueron bajas. La red ferroviaria fue la más grande e intensamente utilizada del mundo. Al mismo tiempo, se desarrolló mejor que la mayoría de sus homólogos del Primer Mundo. A finales de 1970 y principios de 1980 los economistas soviéticos planearon la construcción de más carreteras para, en cierta medida, descongestionar el tráfico ferroviario y mejorar el presupuesto del Estado. La industria de la aviación civil, representada por Aeroflot, fue la más grande del mundo, pero sus ineficiencias perduraron hasta el colapso de la URSS. La red de carreteras permanece en el subdesarrollo y es habitual encontrar caminos de tierra fuera de las grandes ciudades. A finales de 1980, después de la muerte de Leonid Brézhnev, sus sucesores intentaron, sin éxito, resolver estos problemas. Por otra parte, la industria automotriz estaba creciendo a un ritmo más rápido que la construcción de nuevas carreteras. A mediados de 1970, sólo el ocho por ciento de la población soviética contaba con un coche en propiedad.
Pese a las mejoras, varios aspectos del sector del transporte encontraba todavía numerosos problemas debido a una infraestructura obsoleta, falta de inversión, corrupción y decisiones erróneas por parte de las autoridades centrales. La demanda de infraestructuras de transporte y servicios fue en aumento, pero las autoridades soviéticas demostraron ser incapaces de satisfacer la creciente demanda de la población. La subdesarrollada red vial soviética, en una reacción en cadena, condujo a una creciente demanda de transporte público. El transporte marítimo de la nación era uno de los más potentes del mundo.

## Aviación civil
El Ministerio de Aviación Civil era, según el Código Aéreo de la URSS, responsable de todas las empresas de transporte aéreo y aerolíneas que ésta determine. El transporte aéreo civil soviético fue el más grande en destinos y flota total durante la mayor parte de su existencia de posguerra. En la Unión Soviética, Aeroflot tenía el monopolio de todo el transporte aéreo. Esto significaba el transporte civil y el transporte de prisioneros políticos a los gulags.

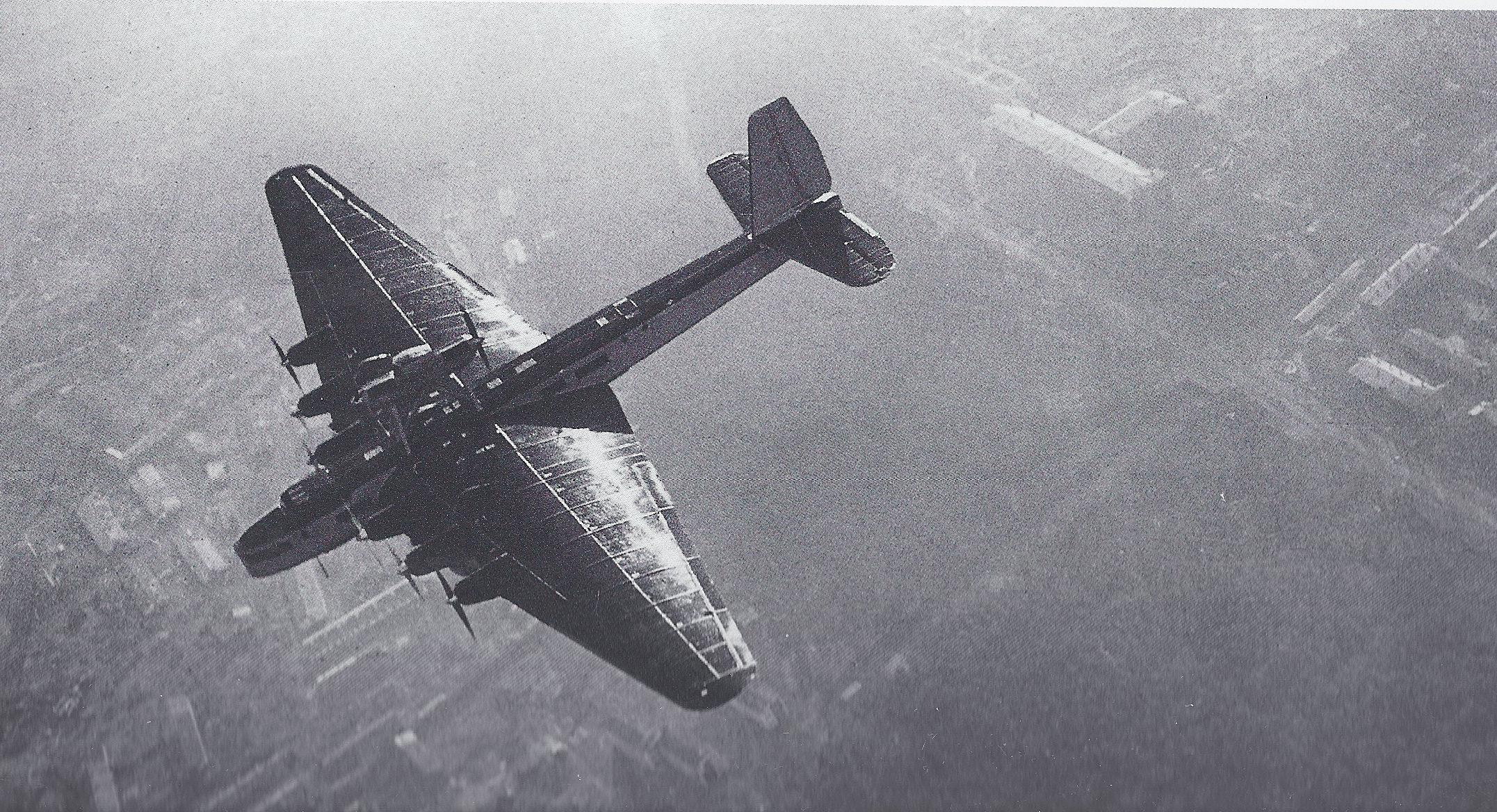
El Tupolev ANT-20 Maxim Gorky en 1934.

El objetivo del Primer Plan Quinquenal era "eliminar la dependencia extranjera". Este objetivo nunca se llegó a cumplir y la industria aérea soviética continuaría copiando los diseños del Primer Mundo durante la mayor parte de su historia. Pese a que el plan no terminó de lograrse, la industria de la aviación se había desarrollado enormemente, tanto por personal como por su flota. Antes del Primer Plan Quinquenal sólo existían doce fábricas de aviones, pero al final de dicho plan había 31 plantas de aeronaves. Stalin aprovechó este éxito refiriéndose a ello a su partido: "No teníamos industria de aviación. Ahora sí". El número de aviones creció desde 608 unidades hasta 2.509 que fueron contabilizadas después del plan. A finales de los años 1930 los dirigentes soviéticos dirigieron sus preocupaciones a la nueva amenazada nazi de Alemania y, al mismo tiempo, miembros líderes del partido se mostraban preocupados de que la Gran Purga había debilitado la industria de la aviación soviética.
La mayoría de los historiadores coincide en que la expansión de Aeroflot tras 1959 fue espectacular, pero en materia de innovación tecnológica Aeroflot estaba por detrás de sus competidores occidentales. A finales de los años 1980, la Unión Soviética carecía de los equivalentes estadounidenses del Boeing 747, DC-10 y Lockheed L-1011, entre otros ejemplos. Detrás de la fachada creada por las autoridades soviéticas, críticos de otros sectores de la economía comenzaron a señalar lo que ellos habían visto como ineficiencias de la planificada coordinación entre las autoridades centrales y regionales. Igualmente preocupante fue que, según los estándares occidentales, la aviación civil soviética estaba deficientemente equipada y muchas de las aeronaves estaban, frecuentemente, en condiciones que se considerarían inaceptables en el Primer Mundo. Además, un decreto presidencial en 1990 amenazó con destruir el monopolio de Aeroflot. Este decreto permitía a la aerolínea soviética ASDA comenzar sus operaciones en junio de 1990. Junto a la incipiente competencia, la compañía aérea más grande del país veía como la aviación civil soviética comenzaba a abrir sus puertas a su espacio aéreo, ya que Mijaíl Gorbachov permitió a las aerolíneas internacionales aterrizar en suelo soviético. Todo ello mermó notablemente el dominio de Aeroflot a la vez que sus sucursales de las respectivas repúblicas comenzaban su escisión. Sin embargo, Aeroflot sobrevivió a la disolución de la Unión Soviética pese a que su posición había quedado seriamente dañada.

### Aeropuertos
La Unión Soviética tenía 7.192 aeropuertos, de los cuales 1.163 tenían la pista pavimentada, había 33 pistas de aterrizaje y alrededor de 1.150 aeropuertos tenían sus propias pistas.[cita requerida] La mayoría de los aeropuertos de los años 1980 contaban con problemas de capacidad, como por ejemplo el Aeropuerto de Lviv, que tenía que hacer frente a una media de 840 pasajeros diarios, mientras que las instalaciones estaban diseñadas para gestionar 200. Por otra parte existían importantes problemas de modernización, pues el Aeropuerto Internacional de Sheremetyevo —el más grande de la capital, Moscú— era el único en la Unión Soviética que estaba totalmente computerizado.

## Red de tuberías

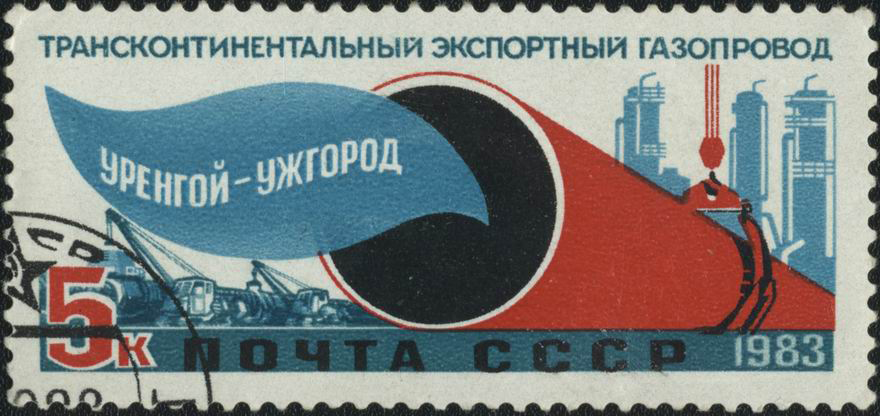
Un sello soviético dedicado al gasoducto Urengoy–Pomary–Uzhgorod.

La Unión Soviética tuvo, en su apogeo, una red de 82.000 kilómetros de oleoductos para petróleo crudo y otros 206.500 kilómetros de gasoductos para gas natural. El gobierno soviético, bajo la autoridad de Leonid Brézhnev, comenzó a centrarse en el sistema nacional de tuberías de los años 1970. Las tuberías en la Unión Soviética experimentaron un rápido crecimiento y a finales de la década de 1970 era el sistema más grande del mundo. La distancia media transportada de petróleo y gas se incrementó desde 80 km en 1970 hasta los 1.910 km de 1980, mientras que para 1988 la cifra era de 2.350 km. Al igual que en otros sectores de la economía soviética, su deficiente mantenimiento llevó a su deterioro. A finales de los años 1980, sólo 1.500 km de tuberías estaban en mantenimiento, la mitad del mínimo que se necesitaba. Además, las instalaciones de almacenamiento resultaban insuficientes para gestionar la creciente demanda soviética de petróleo. Los fallos en la red de tuberías se convirtieron en una constante en los años 1980. Las roturas de los oleoductos en los campos de petróleo alcanzaron su máximo histórico en 1990 y llegó a una tasa del 15% de fallos sólo en ese año.
Entre las tuberías más conocidas está las Luces del Norte desde el depósito de petróleo de Komi hasta Brest, en la frontera polaca; la línea de Soiuz, que discurre desde Oremburgo hasta Uzhgorod, cerca de las fronteras checoslovacas y húngaras; y el gasoducto Export, desde los campos de gas de Urengoy hasta Lviv, y desde allí a los países europeos occidentales, incluyendo Austria, Italia, Alemania Occidental, Francia y los Países Bajos. El Export, de 1.420 milímetros, tenía 4.451 kilómetros de largo y cruzaba los Montes Urales y los Cárpatos, así como cerca de 600 ríos como el Ob, Volga, Don y Dnepr. Tenía 41 estaciones de compresión y una capacidad anual de 32.000 millones de metros cúbicos de gas natural.

## Red ferroviaria

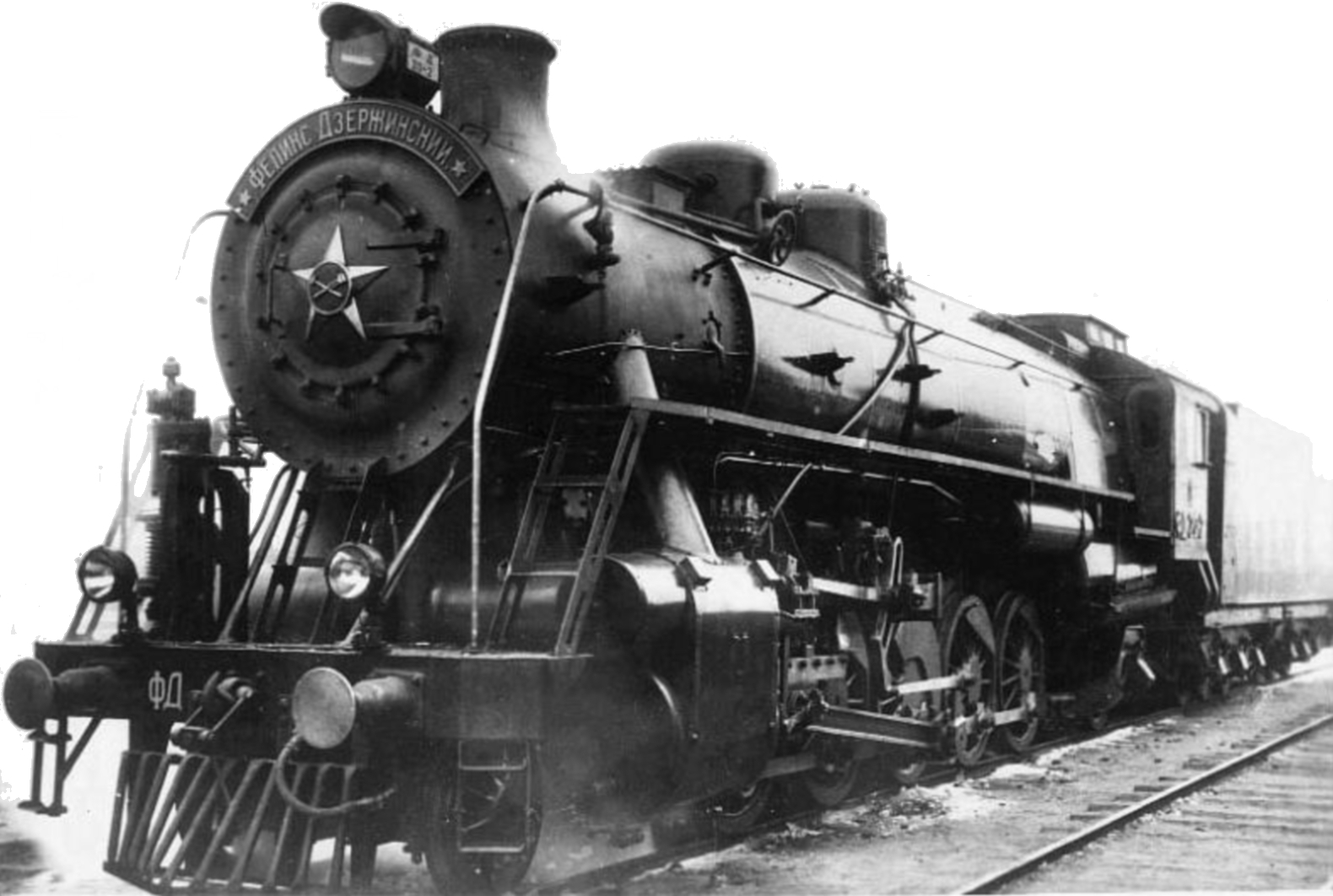
Locomotora soviética de vapor FD en 1932.

La Unión Soviética tenía una red ferroviaria no industrial de 147.400 kilómetros, de los cuales 53.900 kilómetros estaban electrificadas. Como la calidad del transporte ferroviario continuó deteriorándose, en parte a causa de la Guerra Civil Rusa, algunos dentro de la dirección soviética afirmaron que los ferrocarriles no eran sostenibles si las congestiones seguían aumentando. Los que abogaron por una ampliación del transporte ferroviario consideraron que una mayor inversión y el alargamiento de las vías férreas ya existentes podría resolver la crisis de la congestión en curso. La mayoría estuvo de acuerdo en aumentar las inversiones, pero no había un consenso claro sobre cómo estas inversiones se iban a utilizar. Incluso hubo algunos que creyeron en la recapitalización de los ferrocarriles. Los economistas del Gosplan, mientras tanto, abogaron por la racionalización de los ferrocarriles, junto con tarifas basadas en el costo real, lo que reduciría la demanda de tráfico y proveería de fondos para la inversión. El liderazgo no pudo llegar a una conclusión y el sistema ferroviario continuó deteriorándose. En 1931, en un Comité Central (CC) de resolución, se decidió que el aumento de las inversiones, junto con la introducción de nuevos trenes podría resolver la crisis. Esta resolución no se llevó a cabo y, una vez más, el sistema continuó deteriorándose.
El Comité Central ordenó a Lázar Kaganóvich resolver la crisis ferroviaria en 1935. Kaganovich dio prioridad a las áreas de cuello de botella con respecto a otras áreas menos transitadas, su segunda prioridad fue la inversión en líneas de tráfico pesado y en tercer lugar, las áreas menos eficientes de la red ferroviaria fueron abandonados a su suerte. Otro problema que enfrentó el transporte ferroviario fueron los esfuerzos de industrialización masiva impulsados por las autoridades. La industrialización resultó ser una pesada carga para los ferrocarriles y Vyacheslav Molotov y Kaganovich llegaron a admitirlo en el 18.º congreso del partido. A pesar de ello, el Gobierno soviético continuó sus esfuerzos de industrialización para prepararse mejor para una futura guerra con Alemania, que se hizo realidad en 1941.

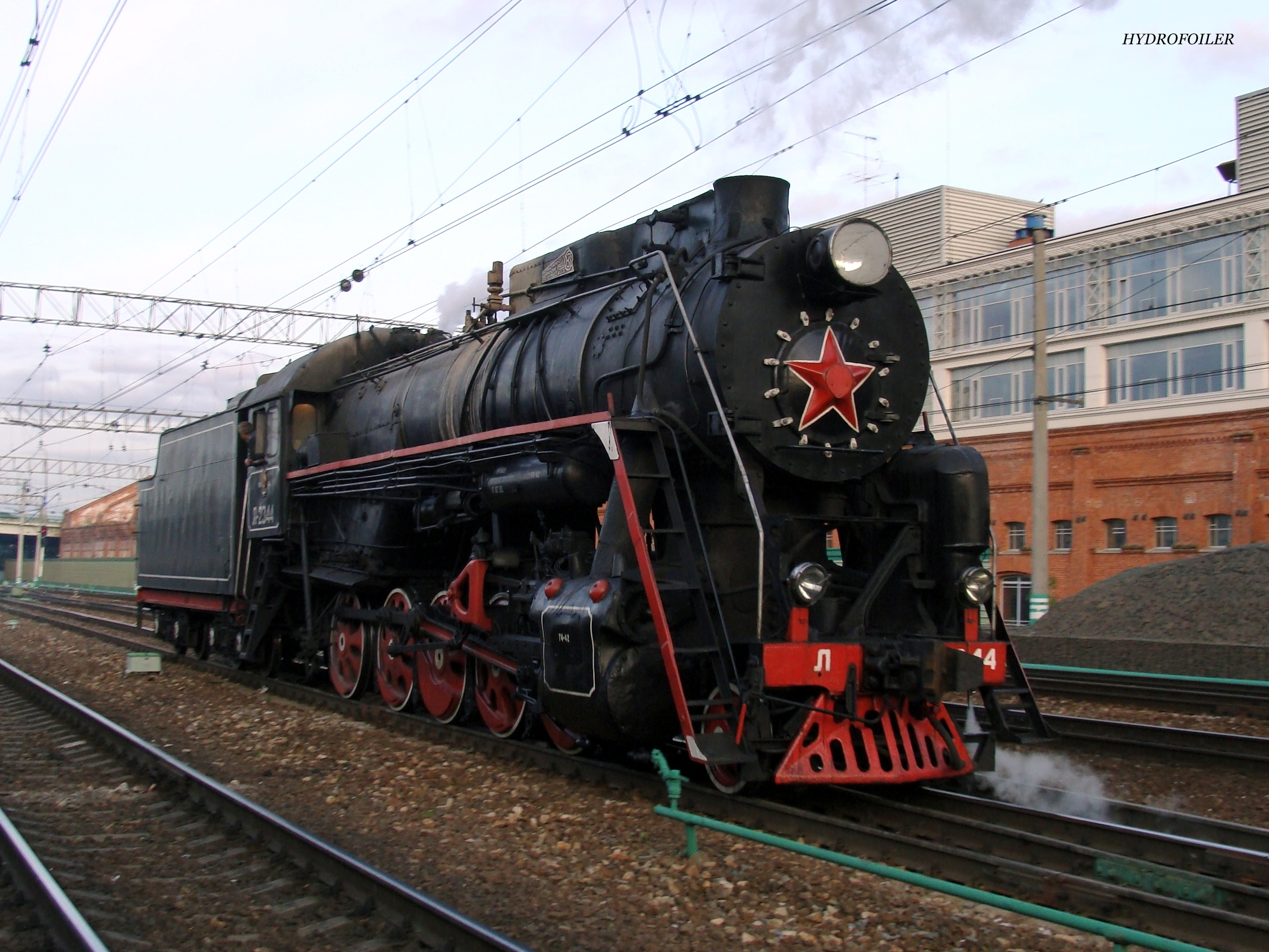
Locomotora soviética de vapor L.

El transporte ferroviario soviético se convirtió, después de la Gran Guerra Patria, en uno de los más desarrollados del mundo, superando a la mayoría de sus homólogos del Primer Mundo. El sistema ferroviario soviético fue creciendo en tamaño, a una velocidad de 639 km al año de 1965 a 1980, mientras que el crecimiento del transporte ferroviario en los países del Primer Mundo o bien estaba disminuyendo o estancándose. Este crecimiento constante en el transporte ferroviario se explicaba por la necesidad del país para extraer sus recursos naturales, la mayoría de los cuales estaban ubicados cerca de o en Siberia. Si bien se notificaron algunos problemas con el ferrocarril por la prensa nacional, la Unión Soviética podía jactarse de controlar uno de los sistemas ferroviarios más electrificados en ese momento. Durante gran parte de la posterior trayectoria del país, los trenes, por lo general, llevaron carbón, petróleo, materiales de construcción (en su mayoría piedra, cemento y arena) y madera. El petróleo y sus derivados fueron una de las razones fundamentales de la construcción de la infraestructura ferroviaria en Siberia en primer lugar.
La eficiencia de los ferrocarriles mejoró con el tiempo y en la década de 1980 tenía muchos indicadores de rendimiento superior al de los Estados Unidos. En la década de 1980 los ferrocarriles soviéticos se habían convertido en los más intensamente utilizados del mundo. La mayoría de los ciudadanos soviéticos no tenían transporte privado propio, y si lo tenían, era difícil poder conducir largas distancias debido a las malas condiciones de muchos caminos. Otra explicación tiene que ver con la política soviética, siendo el primero el modelo autárquico creado por el régimen de Iósif Stalin. El régimen de Stalin tenían poco interés en el transporte ferroviario o cualquier otra forma de transporte, y concentró la mayor parte de las inversiones del país en la rápida industrialización. El régimen de Stalin no estaba interesado en el establecimiento de nuevas líneas ferroviarias, pero decidió conservar, y luego se expandieron, la mayor parte de los ferrocarriles existentes dejados por los zares. Sin embargo, como Lev Voronin, un vice primer ministro primero de la Unión Soviética, señaló en un discurso ante el Soviet Supremo de la Unión Soviética en 1989, el sector ferroviario era el "principal sector negativo de la economía en 1989". Dado que la producción industrial se redujo a finales de 1980 también lo hizo la demanda de transporte, lo que llevó a una disminución en el transporte de mercancías.

### Tránsito rápido
El sistema soviético de tránsito rápido fue visto como el más rápido, más limpio y más barato de transporte urbano, y, finalmente, otro punto adquiere mayor importancia: las autoridades podrían asignar sus recursos de la industria del automóvil para el sector de transporte rápido y ahorrar un volumen sustancial del diésel y la gasolina del país. Debido a que el sistema de tránsito rápido, por lo general, era más barato de operar y consumía menos energía, las autoridades soviéticas lograron construir 20 tránsitos rápidos en todo el país, con otros nueve en construcción cuando la Unión Soviética se derrumbó. Veinte otras estaciones estaban en construcción en 1985. El sistema nacional de tránsito rápido fue el más intensamente utilizado en el mundo.

## Red de carreteras

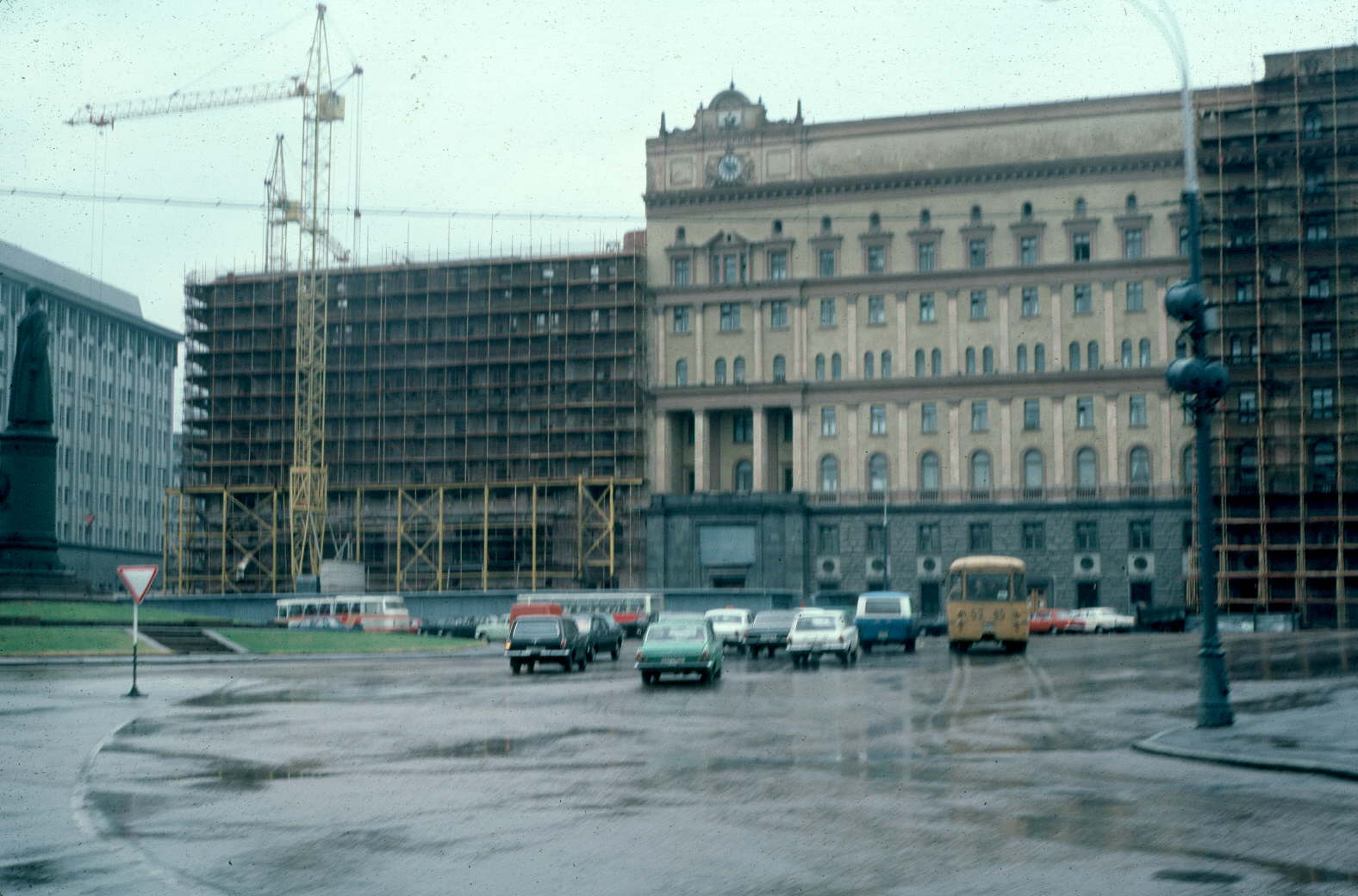
Tráfico en la plaza moscovita de Lubyanka en 1983.

La Unión Soviética tenía una red de carreteras de 1.757.000 kilómetros, de los cuales 1.310.600 kilómetros estaban pavimentados y 446.400 kilómetros eran caminos de tierra. El transporte por carretera jugó un papel menor en la economía soviética, en comparación con el transporte por ferrocarril o el transporte interno de carretera del Primer Mundo. Según el historiador Martin Crouch, el tráfico de mercancías y pasajeros combinados fue de sólo el 14 por ciento del volumen del transporte ferroviario. No fue hasta finales de su existencia que las autoridades soviéticas pusieron énfasis en la construcción y mantenimiento de carreteras debido al papel esencial que tuvo el transporte por carretera en las economías regionales de la Unión Soviética. El transporte por carretera fue de vital importancia para la agricultura, la minería y la industria de la construcción, pero también desempeñó un papel importante en la economía urbana. La red de carreteras tenía problemas para cumplir la demanda de la gente, un problema que la dirección soviética reconoció públicamente. Una resolución del Comité Central estableció un plan para la mejora de la planificación, la organización y la eficiencia de las empresas locales de transporte por carretera.

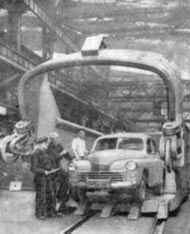
Planta Uralmash, uno de los mayores centros de producción de automóviles en la Unión Soviética.

El transporte de mercancías por vehículos de motor, comúnmente llamado "transporte de motor" por las autoridades soviéticas, debido a la naturaleza subdesarrollada de la red vial del país, tuvo una importancia considerable en ciertas áreas de la economía. En la década de 1980 había 13 millones de trabajadores empleados en el sector del transporte. De ellos, alrededor de 8,5 millones trabajaban en transporte motorizado. El transporte interurbano de mercancías se mantuvo subdesarrollado durante toda la época soviética, por lo que constituyó menos del 1 por ciento del promedio de carga por carretera transportada. Esta evolución se puede culpar, de nuevo, al precio y las ineficiencias administrativas. El transporte por carretera, en general, fue muy inferior al del transporte por ferrocarril. La distancia media de transporte movido por motor en 1982 fue de 16,4 kilómetros, mientras que el promedio para el transporte ferroviario fue de 930 kilómetros por tonelada y 435 km por tonelada para carga de agua. En 1982 se triplicó la inversión desde 1960 en transporte de carga por carretera y fue treinta veces superior desde 1940. El transporte interurbano y el volumen de transporte de mercancías por carretera aumentó también considerablemente. El transporte a motor era mucho más barato y flexible en distancias cortas (definida como menos de 200 km) que el transporte ferroviario. Había muchos economistas soviéticos que argumentaron que el traslado de unos 100 millones de toneladas de los ferrocarriles al transporte por carretera ahorraría hasta 120 millones de rublos. Pero en 1975, el transporte por carretera fue de 27 veces más caro que el transporte ferroviario, debido a las grandes distancias entre los puntos de partida y los destinos.
El deterioro de la calidad de las carreteras se debió a la mala asistencia y el crecimiento, entonces, del transporte por carretera hizo aún más difícil para las autoridades soviéticas poder concentrar sus recursos en proyectos de asistencia y mantenimiento. El transporte de mercancías por carretera aumentó un 4.400 por ciento en los últimos treinta años, mientras que el crecimiento de carreteras asfaltadas había crecido sólo en un 300 por ciento. El crecimiento de vehículos de motor había aumentado un 224 por ciento en la década de 1980, mientras que las carreteras asfaltadas sólo aumentó en un 64 por ciento. Como los economistas soviéticos en la primera mitad de la década de 1980, aseguraron, la Unión Soviética tenía un 21 por ciento de la producción industrial del mundo, pero solo un exiguo 7 por ciento de las carreteras del mundo de primera calidad. El Undécimo Plan Quinquenal (1981-85; extendió a través de las reglas de Leonid Brézhnev, Yuri Andropov y Konstantin Chernenko) pidió la construcción de alrededor de 80.000 kilómetro adicionales asfaltados de carreteras, pero esto estaba lejos de ser suficiente para resolver la grave escasez, y los planificadores necesitaban construir, al menos, el doble para satisfacer la demanda de los consumidores. Otro obstáculo fue que los planes quinquenales rara vez se cumplieron debido al mal funcionamiento de la economía. Muchos caminos no estaban pavimentados y, debido a esta escasez, se crearon varios caminos de tierra. En 1975, sólo el 8 por ciento de los hogares rurales tenía coche. La producción de automóviles, sin embargo, aumentó de manera espectacular en la década de 1970. De 1924 a 1971, la Unión Soviética produjo un millón de vehículos, y el gobierno aprobó otro hito cinco años después, cuando se había producido dos millones de vehículos.

### Transporte público

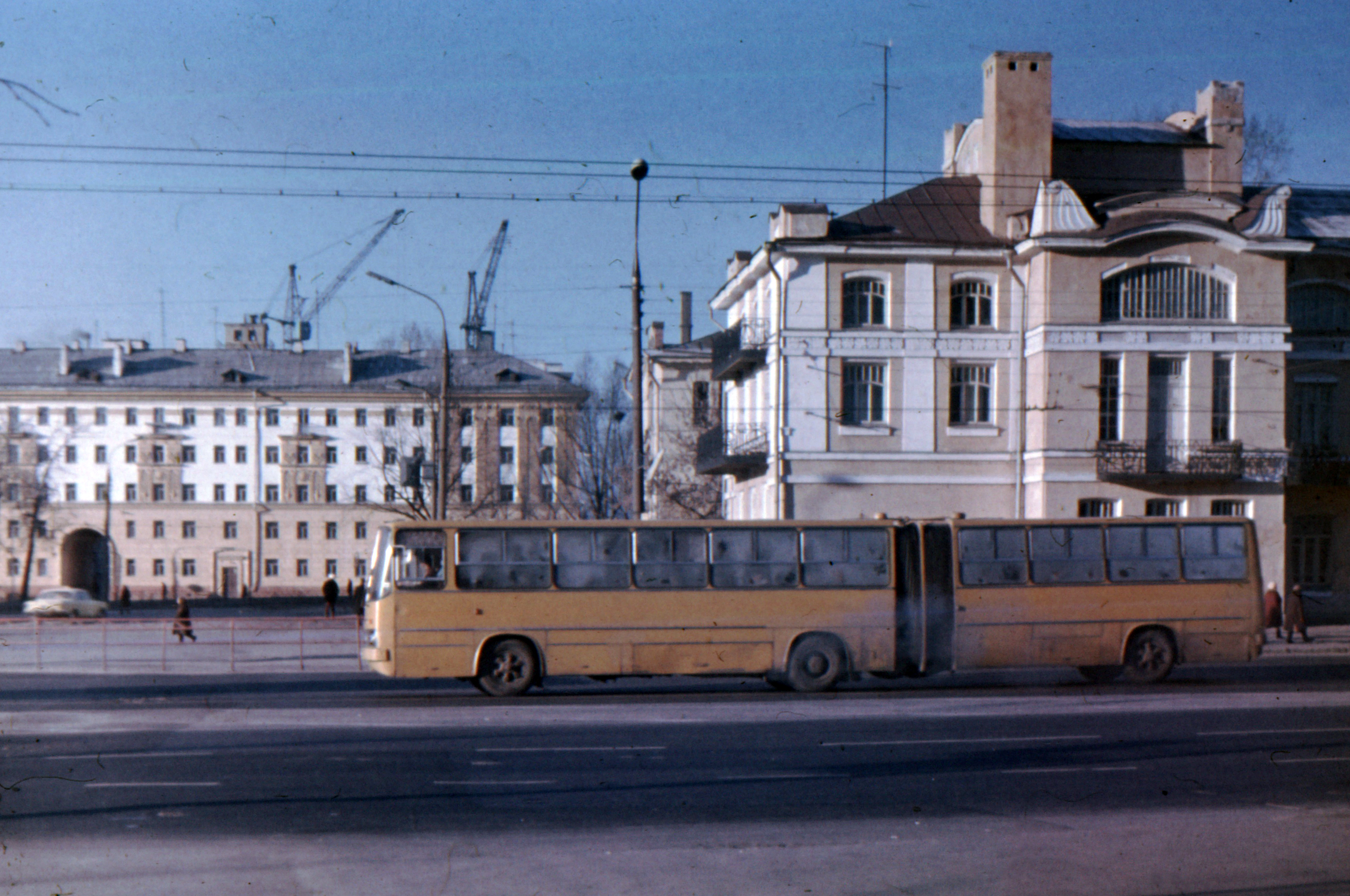
Bus en la ciudad de Gorki en 1985.

En la Unión Soviética había sólo una parte muy pequeña de la población que era propietaria de un automóvil. Debido a la aparente falta de cualquier modo de transporte privado, los ciudadanos soviéticos tenían que utilizar muy frecuentemente el transporte público. Debido a la escasez de coches y carreteras de buena calidad, el pueblo soviético viajaba el doble en autobús, tren y transporte rápido que la gente en el Primer Mundo. El transporte soviético en autobús, como en la mayor parte de su historia, ha sido controlado por las ramas regionales o republicanas del Ministerio de Transporte. Dado que los sistemas de transporte por ferrocarril fueron más respetuosos con el medio ambiente y consumía poco combustible, los planificadores soviéticos concentraron sus esfuerzos en la construcción de la electricidad impulsada, en lugar de combustible que consume el transporte. En la década de 1980, el gobierno inició un programa de energía de gas comprimido para los autobuses. En 1988, sólo el 1,2 por ciento de los autobuses utilizaban energía de gas, mientras que el 30 por ciento utilizaba diésel. Las empresas soviéticas de autobuses tuvieron déficit, por primera vez en su historia, a mediados y finales de 1980.

## Transporte marítimo
La Unión Soviética tenía 42.777 kilómetros de costa y 1.565 buques de la marina mercante. La industria marina estaba bajo el control del Ministerio de la Marina Mercante de la Unión Soviética.

### Marina mercante

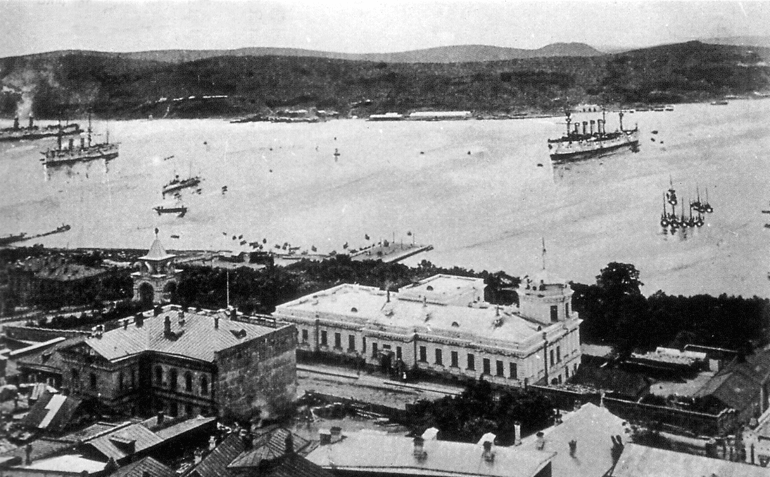
Vladivostok, enclave de la marina mercante del Imperio ruso y la Unión Soviética.

El Imperio ruso concentró gran parte de su inversión en la construcción de nuevas instalaciones de construcción naval, y no la ampliación de su marina mercante, sino que esta política fue retomada por la Unión Soviética antes de la Segunda Guerra Mundial. En 1913 el 85 por ciento de todos los buques mercantes fueron construidos en el extranjero. La marina mercante pasó por alto durante el régimen de Iósif Stalin, porque la Unión Soviética comerció, principalmente, con los países vecinos del bloque del Este. El comercio soviético luego se expandió a los países vecinos en Asia. Cuando Stalin murió en 1953, su sucesor comenzó a aumentar el comercio con los países no comunistas, la mayoría de los cuales estaban en otros continentes. Debido a esta política, la marina mercante aumentó su tonelaje de peso muerto en 2 millones en los años 1950 a 12 millones en 1968. En 1974 había llegado a 14,1 millones de toneladas de peso muerto, un 3 por ciento del total mundial. De los 114 millones de toneladas movidas por la marina mercante soviética en 1974, 90 millones de ellos eran de exportación e importación.
Mientras que la marina mercante era tecnológicamente obsoleta y más lenta que la del Primer Mundo, todavía atraía un volumen constante de carga. La razón del atraso tecnológico de la marina mercante fueron los boicots inducidos de envíos soviéticos por parte de los países occidentales. Esto llevó a la Unión Soviética a aislarse de la industria del transporte marítimo internacional, y pasar por alto estas importantes innovaciones como contenedores de envío. Bajo el gobierno de Mijail Gorbachov la Unión Soviética se convirtió en el mayor comprador de buques nuevos del mundo. Debido al tamaño de su marina de guerra, el gobierno soviético abogó por las libertades tradicionales del mar.

### Puertos marítimos
La Unión Soviética contaba con 26 puertos principales, once de ellos puertos interiores. Había 70 puertos en total. Ninguno de los puertos podría ser considerado importante por los estándares mundiales. En la década de 1980 la mayoría de los puertos soviéticos iban a la zaga del Primer Mundo tecnológicamente. También hubo un número elevado de trabajadores obsoletos, muchos de los cuales serían redundantes si la Unión Soviética hubiese introducido nueva y avanzada tecnología. Por otra parte, en los territorios del noreste de la Unión Soviética la mayoría de los puertos fueron cerrados debido a su extremo clima frío.